# Southern League (Neuseeland)
Die Southern League ist eine neuseeländische Fußballliga. Sie wird von den beiden Regionalverbänden Mainland Football und Southern Football betrieben, welche jeweils eine Unterorganisation von New Zealand Football sind. Sportlich ist sie auf der zweiten Ligaebene angesiedelt, auch wenn der Übergang zur ersten Liga durch die Teilnahme an der Championship fließend ist.

## Geschichte
Anders als die Northern League oder die Central League, wurde die Southern League als verbandsübergreifende Liga erst mit der Einführung der National League zur Saison 2021 gegründet. Zur ersten Saison durften die besten fünf Mannschaften aus der Mainland Premier League und die besten drei Mannschaften aus der FootballSouth Premier League an der Liga teilnehmen.
In der ersten Saison waren nur acht Mannschaften Teil der Liga und aufgrund der verkürzten Zeit von Mitte Juli bis Anfang Oktober wurden auch nur 7 Spieltage ausgetragen. Die letzte Mannschaft sollte in seiner vorherigen Liga wieder absteigen. Da sich Otago University aber zurückziehen musste, stand dieser als Absteiger so schon fest. In der zweiten Saison spielten dann 10 Mannschaften in der Liga mit und es gab so auch einen regulären Absteiger über den letzten Platz.

## Modus
Mit Ausnahme der ersten Saison 2021 spielen zehn Mannschaften jeweils zwei Mal gegen jede andere Mannschaft und am Ende dürfen die Mannschaften auf den ersten beiden Plätzen an der Championship teilnehmen. Die letzte Mannschaft steigt in jeweils die Liga ab, aus der sie ursprünglich herkommt.

## Bisherige Meister
| Saison | Team                   |
| ------ | ---------------------- |
| 2021   | Cashmere Technical     |
| 2022   | Christchurch United    |
| 2023   | noch nicht ausgespielt |